# Lay All Your Love on Me
«Lay All Your Love On Me» (en español: «Pon todo tu amor en mí») es el título de una canción del género pop, interpretada por el grupo sueco ABBA. Escrita en 1980 por Benny Andersson y Björn Ulvaeus, el tema fue incluido en el séptimo álbum de estudio del grupo, titulado Super Trouper.
Pese a ser señalada por algunos críticos como una de las canciones más sobresalientes del álbum, el grupo y su principal compañía discográfica, Polar Music, nunca planearon que este tema se convirtiera en uno de los sencillos para la promoción de su nuevo disco. Sin embargo, en algunos territorios la canción fue lanzada como sencillo de edición limitada. A pesar de su poca promoción, el sencillo logró ubicarse dentro de las primeras diez posiciones en las listas de popularidad de Reino Unido e Irlanda, además de llegar al puesto número uno de la lista Hot Dance Club Play de Billboard.
Pero aunque el grupo nunca se preocupó por promocionar el sencillo en sí, «Lay All Your Love On Me» se convirtió en una de las canciones más populares de ABBA, siendo incluida en varias recopilaciones (como ABBA Gold, The Definitive Collection y 18 Hits), así como en el musical Mamma Mia!. En la década de los años 2020, el tema volvió a tener popularidad en especial en la red social TikTok.

## Grabación
Como en la mayoría de los casos, Benny y Björn habían comenzado a trabajar en la melodía de la canción desde días antes de entrar al estudio de grabación. Para la época en que el tema fue escrito, el cuarteto ya había completado la grabación de seis de las diez pistas que integrarían su próximo álbum.
El 9 de octubre de 1980, en los estudios Polar Music en Estocolmo, se comenzó a trabajar con la melodía base y en la pista de fondo de un nuevo tema, el cual recibió el título provisional de «Yarrafat». Ese mismo día, el grupo continuó trabajando con la grabación de nuevas canciones para su nuevo disco, como «Me and I» y «Put On Your White Sombrero», siendo esta última descartada y posteriormente incluida como bonus tracks en el disco.
Cuando se retomó el trabajo en la pista «Yarrafat», Björn comenzó a escribir una letra que se acoplara a la melodía y finalmente la canción adoptó el nombre de «Lay All Your Love On Me». Ese mismo 9 de octubre, Agnetha Fältskog grabó los tres versos de la canción y posteriormente todo el cuarteto grabó los estribillos. En los días siguientes a esta sesión de grabación, Benny, Björn y su ingeniero de sonido, Michael B. Tretow, mezclaron la grabación, agregando algunos arreglos a la pista de fondo y retocando las voces de los cuatro.

## Estructura y contenido lírico

«Lay All Your Love On Me» está compuesta en la tonalidad de re menor.

«Lay All Your Love On Me» es una canción que pertenece a los géneros pop y dance, con un estilo moderno y popular para la época en que la canción fue escrita y con el que ABBA se encontraba experimentando en aquel tiempo. La melodía de la canción está compuesta en un compás de 4/4 y en la tonalidad de re menor. Está escrita en la forma estribillo-verso-estribillo y los instrumentos que más sobresalen en su melodía son el sintetizador y la guitarra.
Cuando se grabó la canción, los cuatro miembros del grupo, principalmente los compositores, se encontraban envueltos en un proceso de «evolución musical», en el que buscaban encontrar un nuevo sonido de madurez, calma y sencillez para su música. Como en los últimos álbumes del grupo, Björn escribió la mayoría de las letras de las canciones, incluyendo la de «Lay All Your Love On Me». Como reveló en varias entrevistas, él era el encargado de llevar la pista de fondo a su casa, escucharla varias veces y «descubrir el mensaje que la melodía trataba de transmitirle».
La letra de la canción habla sobre una mujer que cuenta como cambió radicalmente su vida cuando conoció a un hombre, y que se siente sumamente sorprendida por cómo había caído ante él. Finalmente, como dice el estribillo de la canción, ella le dice: «Don't go wasting your emotions..., don't go sharing your devotion, lay all your love on me» (en español: ‘No vayas gastando tus emociones..., no vayas compartiendo tu devoción, pon todo tu amor en mí’).

## Lanzamiento

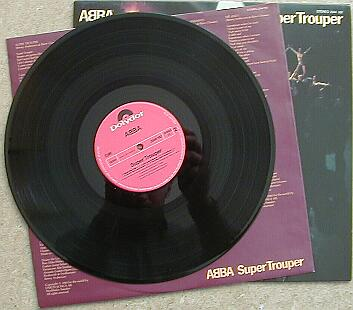
El tema apareció por primera vez en el álbum Super Trouper.

ABBA y su compañía discográfica, Polar Music, nunca planearon el lanzamiento de «Lay All Your Love On Me» como un sencillo. Para promocionar su séptimo álbum de estudio, Super Trouper, el cuarteto ya había publicado los sencillos «The Winner Takes It All» y «Super Trouper». Sin embargo, otras compañías discográficas que se encargaban de la publicación de los discos de ABBA en otros territorios (como Epic Records en el Reino Unido e Irlanda y Atlantic Records en Estados Unidos y Canadá), obtuvieron el permiso de Polar Music para lanzar la canción como el tercer sencillo del álbum. Es por eso que este lanzamiento no aparece en la discografía oficial del grupo.
«Lay All Your Love On Me» fue publicado en un formato de 12", cuando la gran mayoría de los sencillos eran publicados en un formato de 7". Además, este formato era más caro que un sencillo convencional, por lo que tuvo una promoción más limitada que la que recibían otros sencillos de aquella época. De esta manera, en el verano de 1981, el sencillo llegó a las tiendas del Reino Unido, Irlanda, Estados Unidos, Canadá, Francia, Bélgica, Países Bajos, Alemania y Japón.

## Lista de canciones
Todas las canciones escritas y compuestas por Benny Andersson y Björn Ulvaeus. 
| 12" Maxisencillo Epic A 13-1456 |                           |          |  |
| N.º                             | Título                    | Duración |  |
| 1.                              | «Lay All Your Love On Me» | 4:32     |  |
| 2.                              | «On and On and On»        | 3:41     |  |

| 12" Maxisencillo Discomate DSS 1008 |                           |          |  |
| N.º                                 | Título                    | Duración |  |
| 1.                                  | «Lay All Your Love On Me» | 4:32     |  |
| 2.                                  | «Super Trouper»           | 4:13     |  |

| CD sencillo Polydor 871 115-2 |                           |          |  |
| N.º                           | Título                    | Duración |  |
| 1.                            | «Lay All Your Love On Me» | 4:30     |  |
| 2.                            | «The Day Before You Came» | 5:50     |  |
| 3.                            | «Cassandra»               | 4:47     |  |
| 4.                            | «Under Attack»            | 3:45     |  |

## Video
Debido al lanzamiento no planificado del sencillo, el grupo no tuvo tiempo para realizar un videoclip de la canción. Aparte, ABBA nunca interpretó la canción en ningún concierto o especial de televisión. Por lo tanto, cuando el sencillo entró entre los primeros veinte puestos en las listas de popularidad británicas, Epic Records comenzó a idear la manera de crear un video para la canción, para que fuera transmitido en programas de televisión como Top of the Pops.
Pero como el grupo no se encontraba disponible para la filmación de un nuevo video, los directivos de Epic Records encargaron la realización del video con fragmentos de clips anteriores del grupo. Para ello se utilizaron tomas de los videos de «The Winner Takes It All», «Take a Chance On Me», «The Name of the Game», «Voulez Vous», «Summer Night City» y «I Have a Dream», todos ellos dirigidos por Lasse Hallström. Además, la canción fue editada para el videoclip, y los fragmentos de los videos anteriores fueron unidos con efectos de transición novedosos para aquel entonces. Finalmente, el video que costó £3500 nunca fue transmitido en la televisión británica. En 1999, cuando el contrato entre ABBA y Epic Records expiró, PolyGram adquirió los derechos sobre el video de «Lay All your Love On Me» y en 2003 el video estuvo por primera vez disponible en el DVD de ABBA Gold.

## Recepción

### Crítica

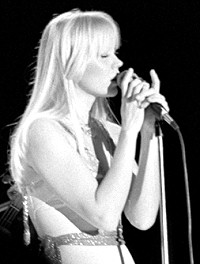
Agnetha Fältskog es la voz principal en la canción.

Si bien el álbum Super Trouper recibió críticas variadas tras su lanzamiento, «Lay All Your Love On Me» fue señalada por varios como una de las canciones más sobresalientes del disco. En el sitio web Allmusic, William Ruhlmann señala que «Lay All Your Love On Me» es la única canción del álbum que se acerca a un estilo dance y la señala como una de las mejores canciones del álbum. De la misma forma, en la breve crítica del álbum de Douglas Wolk en la revista Blender, se recomienda la canción para descargar, y dice que aún el tema de los celos en la canción suena bien para un momento entretenido.
Otros críticos como George Starostin afirma que «esta magníficamente escrita, con una pausa excelente que sirve de puente entre los dos tiempos ligeramente distintos de los versos y el estribillo», además de que la destaca como una de las mejores canciones del álbum. En varios sitios web populares ha recibido buenas críticas por parte de los usuarios como en Rate Your Music, donde recibió una calificación de 3,7 de 5; en YouTube el video de la canción tiene 5 estrellas de 5 y ha sido visto por más de 3,1 millones de usuarios y en el sitio Spanish Charts.com los usuarios la han calificado con 5,2 de 6.
Finalmente, cabe destacar que la crítica más negativa que ha recibido «Lay All Your Love On Me» es probablemente la de la revista Rolling Stone, donde en la crítica del álbum realizada por Stephen Holden, la canción ni siquiera es mencionada entre las mejores composiciones del disco.

### Comercial
Debido al lanzamiento y a la promoción limitada que recibió el sencillo, «Lay All Your Love On Me» sólo logró entrar a nueve listas de popularidad de siete diferentes países. En las listas del Reino Unido, la canción debutó el 18 de julio de 1981 en el puesto 19 y a la siguiente semana alcanzó su posición máxima en el número siete, la posición más alta alcanzada por un sencillo de 12". En total, permaneció siete semanas en la lista. De manera similar, en las listas de Irlanda la canción alcanzó el lugar número ocho en agosto de ese año.
En Alemania, la canción fue bastante tocada en la radio para figurar en el número cinco de las listas radiofónicas, contrario en lo que pasó en las listas de ventas de Media Control, donde se estancó en el número 26. En las listas de Francia el sencillo logró ubicarse en la posición 18. En Bélgica, el sencillo entró a las listas de Valonia y Flandes, ocupando los puestos 13 y 14, respectivamente. En Estados Unidos se volvió muy popular. De esta forma, junto con «Super Trouper» y «On and On and On», la canción ocupó el número uno de la lista [Billboard] el 2 de mayo de 1981.
En 1999, con el estreno del musical Mamma Mia!, la música de ABBA tuvo un resurgimiento en varios países, y como parte de esto «Lay All Your Love On Me» logró entrar al número 37 de las listas de radio polacas, siendo esta la última aparición del sencillo en las listas de popularidad.

## Listas de popularidad
| Lista                                   | Posición |
| --------------------------------------- | -------- |
| Alemania (Media Control Singles)        | 26       |
| Alemania (Media Control Top 50 Airplay) | 5        |
| Bélgica - Flandes (VRT Chart)           | 14       |
| Bélgica - Valonia (Humo Chart)          | 13       |
| Estados Unidos (Hot Dance Club Play)    | 1        |
| Francia (SNEP)                          | 18       |
| Irlanda (Irish Singles Chart)           | 8        |
| Israel (Israel Singles Chart)           | 10       |
| Polonia (Trójka Radio Top 50)           | 37       |
| Reino Unido (UK Singles Chart)          | 7        |

| Lista (1981)                         | Posición |
| ------------------------------------ | -------- |
| Estados Unidos (Hot Dance Club Play) | 14       |

## Créditos y personal
| - Voz principal: Agnetha Fältskog. - Voces secundarias: Benny Andersson, Björn Ulvaeus y Anni-Frid Lyngstad. - Productores: Benny Andersson y Björn Ulvaeus. - Ingenieros de sonido: Michael B. Tretow. - Guitarras: Björn Ulvaeus y Lasse Wellander - Bajo: Rutger Gunnarsson. | - Sintetizador: Benny Andersson. - Teclado: Benny Andersson. - Batería: Ola Brunkert - Percusión: Ake Sundqvist - Mezcla de sonido: Michael B. Tretow, Benny Andersson y Björn Ulvaeus. |

## Lay All Your Love on Me - versión Erasure
"Lay All Your Love on Me" es un disco sencillo promocional publicado del grupo inglés de música electrónica Erasure, lanzado en 1992.

## Descripción
Lay All Your Love on Me fue editado como sencillo promocional y también está incluido en el EP Abba-esque, que llegó al número uno de las listas británicas en 1992.

## Lista de temas
| Lay All Your Love on Me 7" (MUTE 144 D ) |                           |                                             |          |  |
| N.º                                      | Título                    | Escritor(es)                                | Duración |  |
| 1.                                       | «Lay All Your Love on Me» | Benny Andersson Björn Ulvaeus               | 4:44     |  |
| 2.                                       | «S.O.S.»                  | Benny Andersson Björn Ulvaeus Stig Anderson | 3:45     |  |

## Versiones y apariciones en otros medios
Tras su lanzamiento, «Lay All Your Love On Me» se convirtió en una de las canciones más populares del grupo, por lo que varios cantantes y grupos han hecho versiones de la canción o sampleado el arreglo característico de la melodía. Entre las más famosas de éstas se encuentran:
- El cuarteto británico Brotherhood of Man grabó una versión de la canción para su álbum 20 Disco Greats de 1981.[40]
- Information Society lanzó como sencillo una versión de la canción en 1988, la cual llegó al número 83 de la lista Billboard Hot 100.[41]
- El cantante británico Cliff Richard grabó una versión de la canción y la presentó durante su gira de 2004.[42]
- El grupo tributo A*Teens incluyó la canción en su álbum de versiones de 1999, The ABBA Generation. Su versión omite el último verso de la canción.[43]
- Una versión acústica fue grabada y lanzada como sencillo en Suecia por el cantante Michael Michailoff.[44]
- La banda tributo Abbacadabra grabó una versión de la canción que ha aparecido en múltiples discos recopilatorios.[45]
- El grupo alemán E-Rotic incluyó una versión de la canción en su álbum tributo Thank You For The Music de 1997.[46]
- Honest Touch grabó una versión de la canción orquestada en 2005, para su álbum Memories From A Dream.
- Una versión dance fue lanzada por Sylver, como el primer sencillo de su álbum Crossroads en 2006.[47]
- Helloween grabó una versión metal de la canción para su álbum Metal Jukebox, y fue publicado como sencillo en Japón.[48]
- La banda de metal sinfónico Avantasia incluyó una versión en su EP Lost in Space - Part 1.[49]
- El grupo neerlandés Vengaboys sampleó parte de la melodía de la canción para su sencillo de 1998 «Boom Boom Boom Boom!»[50]
- En 1982, el grupo yugoslavo Zana sampleó la melodía de los versos para su sencillo más exitoso «Dodimi mi kolena».[51]
- La canción es interpretada por el personaje de Sky en el musical Mamma Mia! durante el primer acto.[10]
- «Lay All Your Love On Me» fue incluida en la banda sonora de la adaptación al cine del musical Mamma Mia!, interpretada por Dominic Cooper y Amanda Seyfried.[10]